# Codice di avviamento postale

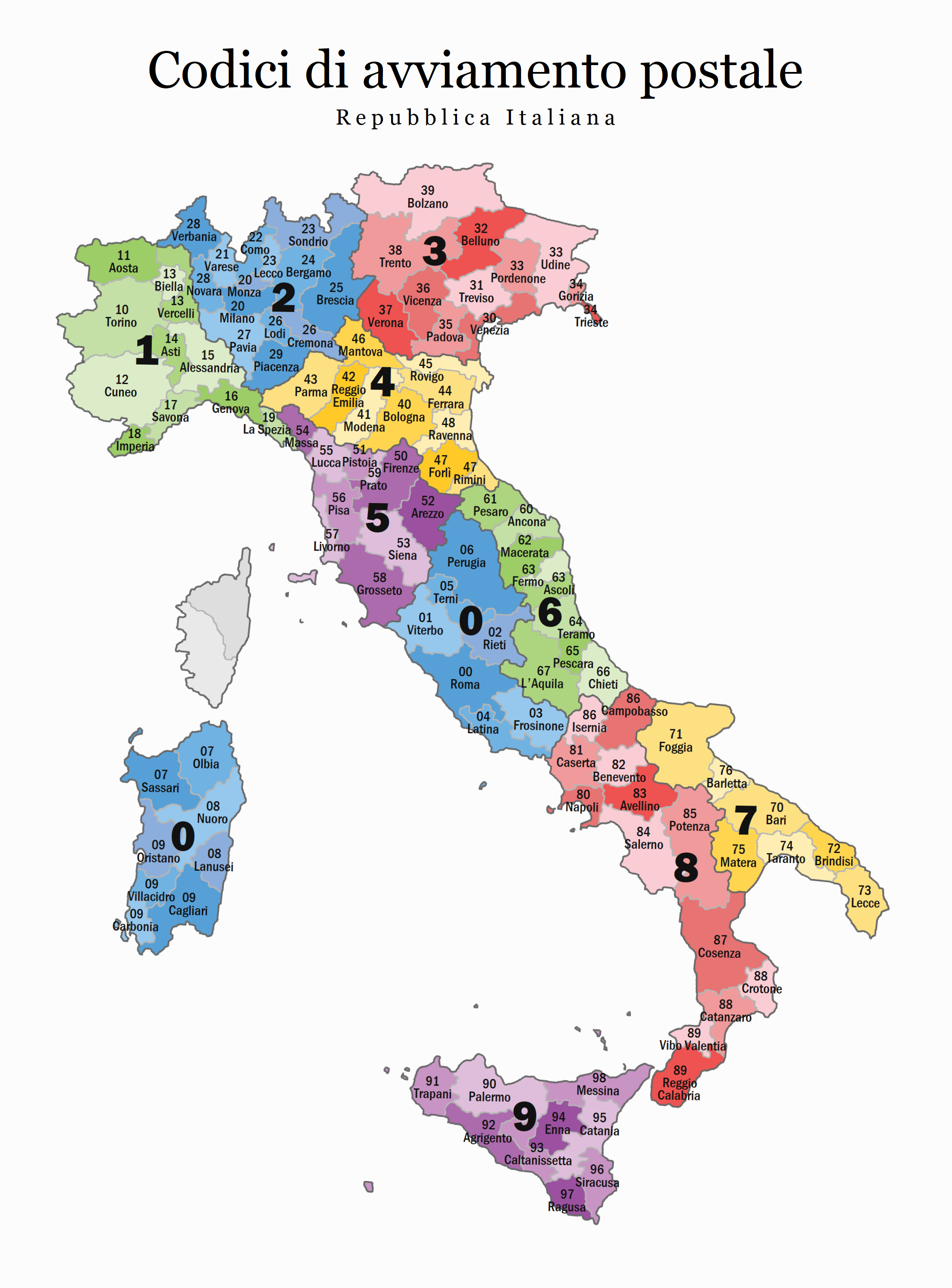
Le regioni postali

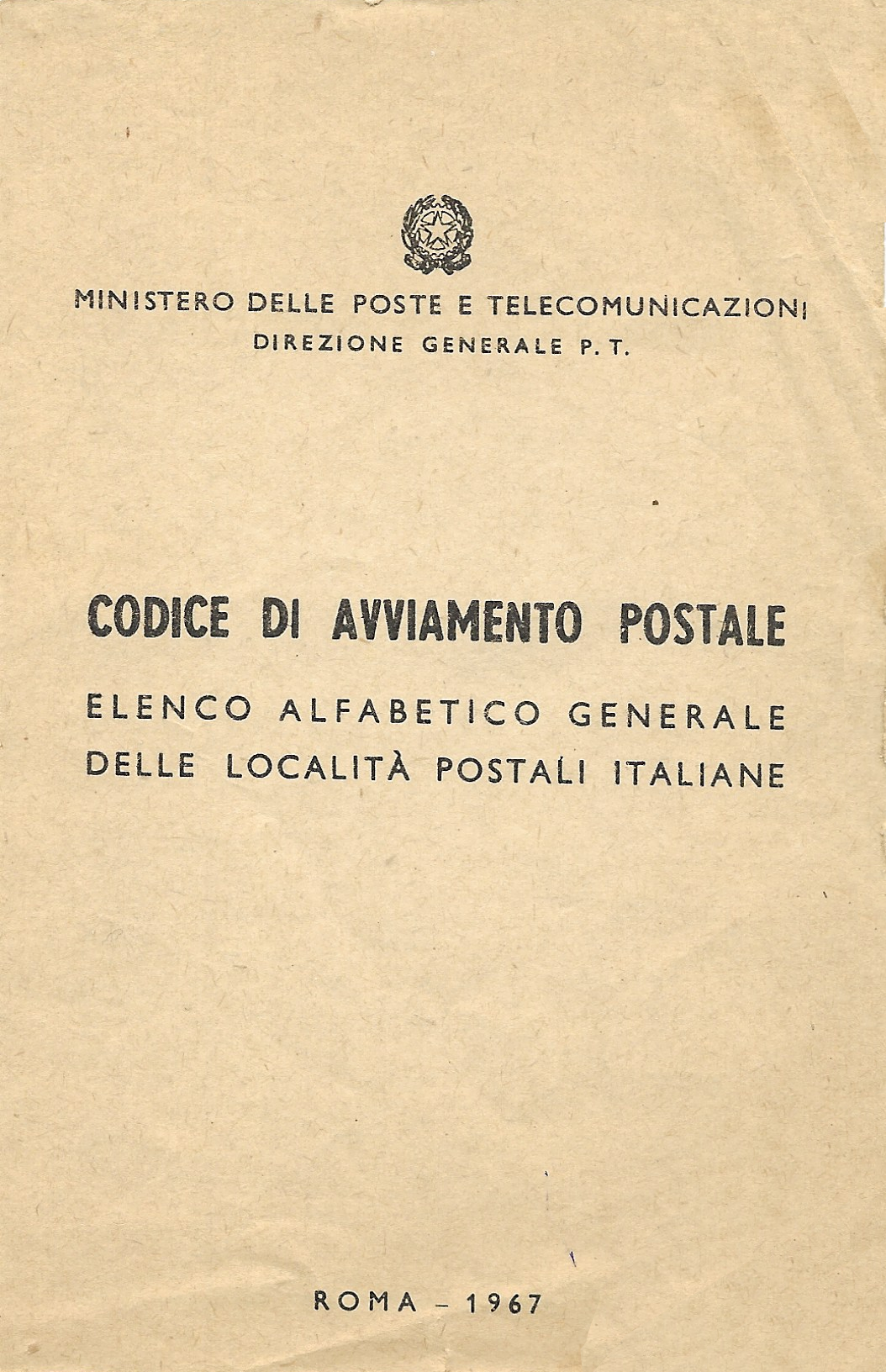
Seconda pagina dell'edizione 1967 dei C.A.P. d'Italia a cura del ministero delle poste e telegrafi

Il codice di avviamento postale è un codice postale introdotto in Italia il 1° luglio 1967 dal ministero delle Poste e Telecomunicazioni al fine di distinguere e designare il luogo fisico di destinazione della corrispondenza.
Si tratta di un codice numerico di 5 cifre coerente con le raccomandazioni dell'Unione postale universale ed è noto anche con l'acronimo di CAP, C.A.P. o c.a.p.

## Struttura
Il C.A.P. è un codice postale di cinque cifre, la prima delle quali identifica la regione d'appartenenza mentre la terza comunica se la località ad esso associato sia un capoluogo di provincia o meno.
| Prima cifra | Ambiti geografici                                   | Esclusioni                                | Inclusioni                                             |
| ----------- | --------------------------------------------------- | ----------------------------------------- | ------------------------------------------------------ |
| 0           | Lazio, Sardegna ed Umbria                           |                                           | Città del Vaticano                                     |
| 1           | Valle d'Aosta, Piemonte e Liguria                   | province di Novara e Verbano-Cusio-Ossola |                                                        |
| 2           | Lombardia                                           | provincia di Mantova                      | province di Novara, Verbano-Cusio-Ossola e Piacenza    |
| 3           | Trentino-Alto Adige, Veneto e Friuli-Venezia Giulia | provincia di Rovigo                       |                                                        |
| 4           | Emilia-Romagna                                      | provincia di Piacenza                     | province di Mantova e Rovigo, Repubblica di San Marino |
| 5           | Toscana                                             |                                           |                                                        |
| 6           | Marche e Abruzzo                                    |                                           |                                                        |
| 7           | Puglia e provincia di Matera                        |                                           |                                                        |
| 8           | Campania, Calabria, Molise e provincia di Potenza   |                                           |                                                        |
| 9           | Sicilia                                             |                                           |                                                        |

All'interno di queste aree è stato assegnato un codice da x0xxx a x9xxx a ciascuna provincia. Ai capoluoghi di provincia è stato attribuito il codice xx100, agli altri centri i codici da xx01x a xx09x. La quarta cifra del codice è definita come stradario e in teoria facilita l'instradamento della corrispondenza a partire dai centri di smistamento comprensoriali (CS).
Sin dall'inizio, comunque, sono state previste eccezioni: alla città di Gorizia è stato attribuito il CAP 34170, e ha perciò lo stesso "codice provinciale" (34xxx) di Trieste (34100). Di conseguenza, alle località della provincia di Gorizia è stato attribuito il campo di codici da 3407x a 3409x; alle località della provincia di Trieste quello da 3401x a 3406x.
In modo simile si è proceduto con l'istituenda provincia di Pordenone (rimasta parte della provincia di Udine fino al 1968) al cui capoluogo venne attribuito il codice 33170 in coabitazione di codice con Udine (33100), mentre i comuni della relativa provincia sono indistinguibili (codici da 3307x a 3309x).
Nelle province istituite negli anni settanta il CAP del capoluogo è stato pertanto costituito dal codice provinciale d'origine seguito da xx170 (Isernia 86170, Oristano 09170), mentre il rimanente territorio mantiene il codice della provincia originaria differenziandosi unicamente per il campo di codici da xx07x a xx09x. Questa situazione provvisoria costituisce ancor oggi un'anomalia.
Dal 1997, per tener conto delle otto nuove province istituite nel 1992 (Biella, Verbano-Cusio-Ossola, Lecco, Lodi, Rimini, Prato, Crotone, Vibo Valentia), e per le altre tre nuove province istituite nel 2004 (Barletta-Andria-Trani, Fermo, Monza e Brianza) le regole sono in parte cambiate. Solo alle province di Prato e di Barletta-Andria-Trani è stato assegnato un codice inutilizzato, rispettivamente il 59xxx e il 76xxx, secondo le regole preesistenti. Per tutte le altre province: le prime due cifre non indicano più necessariamente una sola provincia, e per capire se si tratta di una località capoluogo è necessario verificare se la terza cifra è dispari (xx1xx per le province preesistenti e a partire da xx9xx per le nuove province). Le località non capoluogo hanno un numero pari, minore di quello identificativo del capoluogo (quindi xx0xx per le province preesistenti e a partire da xx8xx per le nuove).
Lo stesso CAP può corrispondere a più località, anche tra loro non confinanti, ma per le nuove province si è adottato il principio dell'attribuzione univoca dei codici alle agenzie di recapito: un'agenzia di recapito può avere più codici, ma allo stesso codice non devono corrispondere più agenzie.
I comuni più grandi (per es. Roma, Napoli, Torino, Milano) possono avere più CAP, che identificano caseggiati, quartieri, aree cittadine. Ciò è previsto anche per Verbania, in virtù del fatto che prima della sua elevazione a capoluogo di provincia era divisa in sei differenti località postali, corrispondenti alle località di cui è costituito questo comune: Antoliva, Fondotoce, Intra, Pallanza, Suna e Trobaso, per un totale di quattro agenzie di recapito (Fondotoce, Intra, Pallanza e Trobaso). Infatti nelle edizioni del volume CAP precedenti al 1997 la dizione "Verbania" non era proprio censita.
Per questi comuni esisteva anche un CAP generico le cui ultime due cifre erano 00 (ad esempio il CAP generico di Roma era 00100, quello di Milano 20100); veniva usato in genere per gli uffici centrali locali e per l'inoltro di corrispondenza a grandi utenze (ministeri, grandi industrie, ecc). È stato tuttavia abolito con l'ultima riforma, a decorrere dal 20 settembre 2006.
La prima cifra del CAP è anche utilizzata per distinguere le aree geografiche di appartenenza degli operatori di stazione di radioamatore e delle stazioni automatiche operanti sulle frequenze assegnate a questo servizio, all'interno dei nominativi di chiamata rilasciati dagli Ispettorati Territoriali del Ministero dello Sviluppo Economico.
Le città italiane con il CAP legato allo stradario sono 41:
- Alessandria
- Ancona
- Bari
- Bergamo
- Bologna
- Brescia
- Cagliari
- Catania
- Cesena
- Ferrara

- Firenze
- Foggia
- Forlì
- Genova
- La Spezia
- Livorno
- Messina
- Milano
- Modena
- Napoli

- Padova
- Palermo
- Parma
- Perugia
- Pesaro
- Pescara
- Piacenza
- Pisa
- Ravenna
- Reggio Calabria

- Reggio Emilia
- Rimini
- Roma
- Salerno
- Taranto
- Torino
- Trento
- Trieste
- Venezia
- Verbania
- Verona

## Riforma del CAP
In seguito alla istituzione dei codici di avviamento postale nel 1941 in Germania, il ministro delle poste e delle telecomunicazioni Tommaso Siciliani (1943-1944) fece approvare una legge che tentò di imporre un primo uso dei codici di avviamento postale per i primi 5 più grandi capoluoghi di provincia (Milano, Napoli, Bologna, Torino e Roma), uso che rimase trascurato per ignoranza o non conoscenza, e che per trascuratezza veniva spesso omesso o sostituito di volta in volta nella corrispondenza generica con il solo riferimento alla stazione centrale della città a cui la posta veniva spedita.
Dalla fine degli anni '50 e per tutti i primi anni '60 si lavorò per porre un punto sulla regolamentazione dei codici di avviamento postale introducendoli obbligatoriamente (definitivamente nel 1967, dopo la Gran Bretagna nel 1959 e gli Stati Uniti nel 1963) come uno strumento per facilitare l'arrivo al luogo di destinazione della corrispondenza, e venne così esteso a tutto il territorio nazionale.
I codici di avviamento postale sono stati riformati nel settembre 2006 e la riforma è entrata in vigore il 20 settembre 2006. Il cambiamento ha principalmente riguardato:
- la modifica del CAP di 79 comuni (su 8103);
- la modifica del CAP in 2400 frazioni principali (su 8500), le quali hanno assunto lo stesso codice del capoluogo di comune (al posto del precedente generico xxxx0);
- l'abolizione del CAP generico (xx100) per le città suddivise in zone postali, nelle quali diviene obbligatoria l'indicazione del CAP specifico associato alla via e al numero civico del destinatario;
- il cambiamento del CAP nel 10% delle strade esistenti nei 27 comuni suddivisi in zone postali: la creazione di nuovi CAP a Bari, Perugia, Pisa, Reggio Calabria, Roma, Trieste, Venezia e Verona; l'eliminazione di alcuni CAP in alcune città suddivise in zone postali (in particolare: La Spezia 19138, 19139; Messina 98159; Palermo 90132; Pescara 65131, 65132; Venezia 30131); l'inserimento negli stradari delle nuove strade istituite dal 1997 al 2006 nelle città suddivise in zone postali[1];
- l'aggiornamento dell'elenco delle 107 province italiane con l'ufficializzazione delle sigle postali per le nuove province della Sardegna (OT per Olbia-Tempio, OG per l'Ogliastra, CI per Carbonia-Iglesias, MD poi modificata in VS per il Medio Campidano), pur senza modificare l'originario codice postale né dei capoluoghi né del territorio: pertanto, risulteranno esserci comuni con stesso codice ma differente provincia (es. 08010, previsto sia su NU che OR, non segue la provincia amministrativa)[2];
- la programmazione dell'aggiornamento annuale dei codici (prevista due volte l'anno: tra aprile/maggio e ottobre/novembre) a partire dall'anno 2006 (il precedente aggiornamento dei codici e dello stradario risaliva al 1997);
- la scelta della commercializzazione per la diffusione della banca dati su supporto informatico da parte di Poste Italiane.

In base ai principi ispiratori della riforma, il 27 marzo 2009, è entrata in vigore un'ulteriore modifica che introduce, tra l'altro, il codice di zona per le città di Alessandria (151xx), Piacenza (291xx), Trento (381xx), Modena (411xx), Reggio Emilia (421xx), Parma (431xx), Ferrara (441xx), Forlì (471xx), Cesena (475xx), Rimini (479xx), Ravenna (481xx), Pesaro (611xx), Foggia (711xx), Taranto (741xx).
Nel 2010, oltre ad ulteriori aggiornamenti minori, sono stati riattribuiti i CAP per le nuove province di istituzione statale (Monza e Brianza, Fermo e Barletta-Andria-Trani) e ai comuni delle Marche passati all'Emilia-Romagna e assegnati alla provincia di Rimini. In particolare è stata attribuita la numerazione 208xx ai comuni della provincia di Monza e della Brianza (20900 al capoluogo Monza), 638xx ai comuni della provincia di Fermo (63900 al capoluogo Fermo) ed è stato attribuito l'inutilizzato 760xx ai comuni della provincia di Barletta-Andria-Trani (per i capoluoghi rispettivamente 76121 a Barletta, 76123 ad Andria e 76125 a Trani).
Per ottimizzare l’organizzazione del recapito e di conseguenza migliorare la qualità del servizio, nel 2017, a seguito dell'istituzione della provincia del Sud Sardegna e dell’istituzione di nuovi comuni, sono state attribuiti nuovi CAP sull’intero territorio nazionale.
Dal 2020, sono variati i CAP di 40 comuni in provincia di Milano.
Nel 2024 e nel 2025 sono stati coinvolti anche altri 30 comuni della Sicilia.

## Elenco dei codici postali in Italia
Di seguito una tabella contenente i CAP delle 15 città metropolitane  e delle 95 province italiane (inclusa la Valle d'Aosta), della Repubblica di San Marino e della Città del Vaticano (che fanno parte del sistema postale italiano). La tabella è aggiornata alla revisione dei CAP del 2020 ed è ordinata per numero di codice postale.
| CITTÀ METROPOLITANA Provincia | Sigla | Regione               | CAP del capoluogo                                           | CAP degli altri comuni           |
| ----------------------------- | ----- | --------------------- | ----------------------------------------------------------- | -------------------------------- |
| Roma                          | RM    | Lazio                 | 001xx (da 00118 a 00199)                                    | 000xx (da 00010 a 00079)         |
| Città del Vaticano            | –     | –                     | 00120                                                       | –                                |
| Viterbo                       | VT    | Lazio                 | 01100                                                       | 010xx (da 01010 a 01039)         |
| Rieti                         | RI    | Lazio                 | 02100                                                       | 020xx (da 02010 a 02049)         |
| Frosinone                     | FR    | Lazio                 | 03100                                                       | 030xx (da 03010 a 03049)         |
| Latina                        | LT    | Lazio                 | 04100                                                       | 040xx (da 04010 a 04031)         |
| Terni                         | TR    | Umbria                | 05100                                                       | 050xx (da 05010 a 05039)         |
| Perugia                       | PG    | Umbria                | 061xx (da 06121 a 06135)                                    | 060xx (da 06010 a 06089)         |
| SASSARI                       | SS    | Sardegna              | 07100                                                       | 070xx (da 07010 a 07052)         |
| Gallura Nord-Est Sardegna     | OT    | Sardegna              | 07026 (Olbia), 07029 (Tempio Pausania)                      | 070xx (da 07020 a 07030)         |
| Nuoro                         | NU    | Sardegna              | 08100                                                       | 080xx (da 08010 a 08040)         |
| Ogliastra                     | OG    | Sardegna              | 08045 (Lanusei), 08048 (Tortolì)                            | 0804x (da 08040 a 08049)         |
| Sulcis Iglesiente             | CI    | Sardegna              | 09013 (Carbonia), 09016 (Iglesias)                          | 0901x (da 09010 a 09017)         |
| Medio Campidano               | VS    | Sardegna              | 09025 (Sanluri), 09039 (Villacidro)                         | 090xx (da 09020 a 09040)         |
| CAGLIARI                      | CA    | Sardegna              | 091xx (da 09121 a 09134)                                    | 090xx (da 09120 a 09134)         |
| Oristano                      | OR    | Sardegna              | 09170                                                       | 090xx (da 09070 a 09170)         |
| TORINO                        | TO    | Piemonte              | 101xx (da 10121 a 10156)                                    | 100xx (da 10010 a 10099)         |
| Aosta                         | AO    | Valle d'Aosta         | 11100                                                       | 110xx (da 11010 a 11029)         |
| Cuneo                         | CN    | Piemonte              | 12100                                                       | 120xx (da 12010 a 12089) e 18025 |
| Vercelli                      | VC    | Piemonte              | 13100                                                       | 130xx (da 13010 a 13060)         |
| Biella                        | BI    | Piemonte              | 13900                                                       | 138xx (da 13811 a 13899)         |
| Asti                          | AT    | Piemonte              | 14100                                                       | 140xx (da 14010 a 14059)         |
| Alessandria                   | AL    | Piemonte              | 151xx (15121 e 15122)                                       | 150xx (da 15010 a 15079)         |
| GENOVA                        | GE    | Liguria               | 161xx (da 16121 a 16167)                                    | 160xx (da 16010 a 16049)         |
| Savona                        | SV    | Liguria               | 17100                                                       | 170xx (da 17010 a 17058) e 12071 |
| Imperia                       | IM    | Liguria               | 18100                                                       | 180xx (da 18010 a 18039)         |
| La Spezia                     | SP    | Liguria               | 191xx (da 19121 a 19137)                                    | 190xx (da 19010 a 19038)         |
| MILANO                        | MI    | Lombardia             | 201xx (da 20121 a 20162)                                    | 200xx (da 20001 a 20099)         |
| Monza e Brianza               | MB    | Lombardia             | 20900                                                       | 208xx (da 20811 a 20886)         |
| Varese                        | VA    | Lombardia             | 21100                                                       | 210xx (da 21010 a 21062)         |
| Como                          | CO    | Lombardia             | 22100                                                       | 220xx (da 22010 a 22079)         |
| Sondrio                       | SO    | Lombardia             | 23100                                                       | 230xx (da 23010 a 23041)         |
| Lecco                         | LC    | Lombardia             | 23900                                                       | 238xx (da 23801 a 23899)         |
| Bergamo                       | BG    | Lombardia             | 241xx (da 24121 a 24129)                                    | 240xx (da 24010 a 24069)         |
| Brescia                       | BS    | Lombardia             | 251xx (da 25121 a 25136)                                    | 250xx (da 25010 a 25089)         |
| Cremona                       | CR    | Lombardia             | 26100                                                       | 260xx (da 26010 a 26049)         |
| Lodi                          | LO    | Lombardia             | 26900                                                       | 268xx (da 26811 a 26867)         |
| Pavia                         | PV    | Lombardia             | 27100                                                       | 270xx (da 27010 a 27061)         |
| Novara                        | NO    | Piemonte              | 28100                                                       | 280xx (da 28010 a 28079)         |
| Verbano-Cusio-Ossola          | VB    | Piemonte              | 289xx (Verbania, da 28921 a 28925)                          | 288xx (da 28801 a 28899)         |
| Piacenza                      | PC    | Emilia-Romagna        | 291xx (29121 e 29122)                                       | 290xx (da 29010 a 29031)         |
| VENEZIA                       | VE    | Veneto                | 301xx (da 30121 a 30176)                                    | 300xx (da 30010 a 30039)         |
| Treviso                       | TV    | Veneto                | 31100                                                       | 310xx (da 31010 a 31059)         |
| Belluno                       | BL    | Veneto                | 32100                                                       | 320xx (da 32010 a 32046)         |
| Udine                         | UD    | Friuli-Venezia Giulia | 33100                                                       | 330xx (da 33010 a 33061)         |
| Pordenone                     | PN    | Friuli-Venezia Giulia | 33170                                                       | 330xx (da 33070 a 33099)         |
| Trieste                       | TS    | Friuli-Venezia Giulia | 341xx (da 34121 a 34151)                                    | 340xx (da 34010 a 34018)         |
| Gorizia                       | GO    | Friuli-Venezia Giulia | 34170                                                       | 340xx (da 34070 a 34079)         |
| Padova                        | PD    | Veneto                | 351xx (da 35121 a 35143)                                    | 350xx (da 35010 a 35048)         |
| Vicenza                       | VI    | Veneto                | 36100                                                       | 360xx (da 36010 a 36078)         |
| Verona                        | VR    | Veneto                | 371xx (da 37121 a 37142)                                    | 370xx (da 37010 a 37069)         |
| Trento                        | TN    | Trentino-Alto Adige   | 381xx (da 38121 a 38123)                                    | 380xx (da 38010 a 38099)         |
| Bolzano                       | BZ    | Trentino-Alto Adige   | 39100                                                       | 390xx (da 39010 a 39058)         |
| BOLOGNA                       | BO    | Emilia-Romagna        | 401xx (da 40121 a 40141)                                    | 400xx (da 40010 a 40069)         |
| Modena                        | MO    | Emilia-Romagna        | 411xx (da 41121 a 41126)                                    | 410xx (da 41010 a 41059)         |
| Reggio Emilia                 | RE    | Emilia-Romagna        | 421xx (da 42121 a 42124)                                    | 420xx (da 42010 a 42049)         |
| Parma                         | PR    | Emilia-Romagna        | 431xx (da 43121 a 43126)                                    | 430xx (da 43010 a 43059)         |
| Ferrara                       | FE    | Emilia-Romagna        | 441xx (da 44121 a 44124)                                    | 440xx (da 44010 a 44049)         |
| Rovigo                        | RO    | Veneto                | 45100                                                       | 450xx (da 45010 a 45039)         |
| Mantova                       | MN    | Lombardia             | 46100                                                       | 460xx (da 46010 a 46051)         |
| Forlì-Cesena                  | FC    | Emilia-Romagna        | 471xx (Forlì, 47121 e 47122), 475xx (Cesena, 47521 e 47522) | 470xx (da 47010 a 47043)         |
| Rimini                        | RN    | Emilia-Romagna        | 479xx (da 47921 a 47924)                                    | 478xx (da 47814 a 47869)         |
| San Marino                    | –     | –                     | 47890 (San Marino)                                          | 4789x (da 47891 a 47899)         |
| Ravenna                       | RA    | Emilia-Romagna        | 481xx (da 48121 a 48125)                                    | 480xx (da 48011 a 48034)         |
| FIRENZE                       | FI    | Toscana               | 501xx (da 50121 a 50145)                                    | 500xx (da 50012 a 50068)         |
| Pistoia                       | PT    | Toscana               | 51100                                                       | 510xx (da 51010 a 51039)         |
| Arezzo                        | AR    | Toscana               | 52100                                                       | 520xx (da 52010 a 52048)         |
| Siena                         | SI    | Toscana               | 53100                                                       | 530xx (da 53011 a 53049)         |
| Massa-Carrara                 | MS    | Toscana               | 54100 (Massa), 54033 (Carrara)                              | 540xx (da 54010 a 54038)         |
| Lucca                         | LU    | Toscana               | 55100                                                       | 550xx (da 55010 a 55064)         |
| Pisa                          | PI    | Toscana               | 561xx (da 56121 a 56128)                                    | 560xx (da 56010 a 56048)         |
| Livorno                       | LI    | Toscana               | 571xx (da 57121 a 57128)                                    | 570xx (da 57014 a 57038)         |
| Grosseto                      | GR    | Toscana               | 58100                                                       | 580xx (da 58010 a 58055)         |
| Prato                         | PO    | Toscana               | 59100                                                       | 590xx (da 59011 a 59026)         |
| Ancona                        | AN    | Marche                | 601xx (da 60121 a 60131)                                    | 600xx (da 60010 a 60048)         |
| Pesaro e Urbino               | PU    | Marche                | 611xx (Pesaro, 61121 e 61122), 61029 Urbino                 | 610xx (da 61010 a 61049)         |
| Macerata                      | MC    | Marche                | 62100                                                       | 620xx (da 62010 a 62039)         |
| Ascoli Piceno                 | AP    | Marche                | 63100                                                       | 630xx (da 63061 a 63096)         |
| Fermo                         | FM    | Marche                | 63900                                                       | 638xx (da 63811 a 63858)         |
| Teramo                        | TE    | Abruzzo               | 64100                                                       | 640xx (da 64010 a 64049)         |
| Pescara                       | PE    | Abruzzo               | 651xx (da 65121 a 65129)                                    | 650xx (da 65010 a 65029)         |
| Chieti                        | CH    | Abruzzo               | 66100                                                       | 660xx (da 66010 a 66054)         |
| L'Aquila                      | AQ    | Abruzzo               | 67100                                                       | 670xx (da 67010 a 67069)         |
| BARI                          | BA    | Puglia                | 701xx (da 70121 a 70132)                                    | 700xx (da 70010 a 70056)         |
| Foggia                        | FG    | Puglia                | 711xx (71121 e 71122)                                       | 710xx (da 71010 a 71051)         |
| Brindisi                      | BR    | Puglia                | 72100                                                       | 720xx (da 72010 a 72029)         |
| Lecce                         | LE    | Puglia                | 73100                                                       | 730xx (da 73010 a 73059)         |
| Taranto                       | TA    | Puglia                | 741xx (da 74121 a 74123)                                    | 740xx (da 74010 a 74028)         |
| Matera                        | MT    | Basilicata            | 75100                                                       | 750xx (da 75010 a 75029)         |
| Barletta-Andria-Trani         | BT    | Puglia                | 76121 (Barletta), 76123 (Andria), 76125 (Trani)             | 760xx (da 76011 a 76017)         |
| NAPOLI                        | NA    | Campania              | 801xx (da 80121 a 80147)                                    | 800xx (da 80010 a 80081)         |
| Caserta                       | CE    | Campania              | 81100                                                       | 810xx (da 81010 a 81059)         |
| Benevento                     | BN    | Campania              | 82100                                                       | 820xx (da 82010 a 82038)         |
| Avellino                      | AV    | Campania              | 83100                                                       | 830xx (da 83010 a 83059)         |
| Salerno                       | SA    | Campania              | 841xx (da 84121 a 84135)                                    | 840xx (da 84010 a 84099)         |
| Potenza                       | PZ    | Basilicata            | 85100                                                       | 850xx (da 85010 a 85059)         |
| Campobasso                    | CB    | Molise                | 86100                                                       | 860xx (da 86010 a 86049)         |
| Isernia                       | IS    | Molise                | 86170                                                       | 860xx (da 86070 a 86097)         |
| Cosenza                       | CS    | Calabria              | 87100                                                       | 870xx (da 87010 a 87076)         |
| Catanzaro                     | CZ    | Calabria              | 88100                                                       | 880xx (da 88020 a 88070)         |
| Crotone                       | KR    | Calabria              | 88900                                                       | 888xx (da 88811 a 88842)         |
| REGGIO CALABRIA               | RC    | Calabria              | 891xx (da 89121 a 89135)                                    | 890xx (da 89010 a 89069)         |
| Vibo Valentia                 | VV    | Calabria              | 89900                                                       | 898xx (da 89812 a 89868)         |
| PALERMO                       | PA    | Sicilia               | 901xx (da 90121 a 90151)                                    | 900xx (da 90010 a 90051)         |
| Trapani                       | TP    | Sicilia               | 91100                                                       | 910xx (da 91010 a 91029)         |
| Agrigento                     | AG    | Sicilia               | 92100                                                       | 920xx (da 92010 a 92031)         |
| Caltanissetta                 | CL    | Sicilia               | 93100                                                       | 930xx (da 93010 a 93019)         |
| Enna                          | EN    | Sicilia               | 94100                                                       | 940xx (da 94010 a 94019)         |
| CATANIA                       | CT    | Sicilia               | 951xx (da 95121 a 95131)                                    | 950xx (da 95010 a 95049)         |
| Siracusa                      | SR    | Sicilia               | 96100                                                       | 960xx (da 96010 a 96019)         |
| Ragusa                        | RG    | Sicilia               | 97100                                                       | 970xx (da 97010 a 97019)         |
| MESSINA                       | ME    | Sicilia               | 981xx (da 98121 a 98168)                                    | 980xx (da 98020 a 98079)         |

Si noti che, nonostante il numero delle province italiane sia oggi superiore a 100 (sono compresi i liberi consorzi siciliani), non tutti i codici numerici sono stati utilizzati o attribuiti. In particolare sono tuttora inutilizzati il 49xxx (la provincia di Rimini avrebbe potuto adottarlo, ma ha preferito 478xx / 479xx), il 68xxx, il 69xxx, il 77xxx, il 78xxx, il 79xxx e il 99xxx. Dei codici prima inutilizzati, il 59xxx è stato negli anni novanta attribuito alla provincia di Prato e il 76xxx nel 2010 alla provincia di Barletta-Andria-Trani.

## Codici postali italiani di località estere
- Città del Vaticano: tutto il territorio di tale Stato adotta il codice d'avviamento postale 00120.
- San Marino: il servizio postale della Repubblica è integrato in quello italiano, e i codici postali ad essa assegnati vanno da 47890 a 47899. Il codice postale interno, mai formalmente dismesso, è caduto in desuetudine.

## Codici postali esteri di località italiane
Il servizio postale delle forze armate britanniche (in inglese British Forces Post Office o BFPO) assegna un codice postale dedicato a quattro località italiane in cui si trovano dislocati propri militari:
- BF1 2AB: Napoli
- BF1 2AY: Milano
- BF1 2BA: Roma
- BF1 2BE: Poggio Renatico
- BF1 2DG: Sigonella

Le forze armate americane usano lo ZIP code 09622 e lo ZIP code 09623, con sigla fittizia dello Stato AE (che sta per army Europe e comprende le basi in Europa, Medio Oriente, Africa e Canada), rispettivamente per le basi di Napoli (situata in realtà a Gricignano d'Aversa, in località Boscariello, e in precedenza a Lago Patria, nel comune di Giugliano, con distaccamenti a Gaeta e a Napoli nel quartiere San Pietro a Patierno in prossimità dell'aeroporto di Capodichino), e Sigonella.
La Svizzera, altresì, assegna un numero postale di avviamento all'ufficio postale transfrontaliero di Domodossola in forza di una convenzione del 1906 tra i due Paesi, a seguito della quale la località del Piemonte, confinante con la vallesana Sempione, ospita nei locali della stazione un ufficio postale istituito per il transito in entrata e uscita della corrispondenza via terra con il Paese elvetico.
Il codice assegnato a tale ufficio postale, facente parte della stessa zona postale del Vallese è CH-3907.
Fino al 31 dicembre 2019, inoltre, esisteva un numero postale di avviamento autonomo per Campione d'Italia, exclave italiana in territorio svizzero, il cui C.A.P. è 22061; tuttavia, con l'entrata di Campione nello spazio doganale europeo, anche ai fini postali il comune italiano viene trattato dalla Svizzera come una porzione di Stato estero e quindi soggetto alle regole internazionali di corrispondenza; di conseguenza dal 1º gennaio 2020 il codice postale CH-6911, identificativo di Campione d'Italia, è dismesso.